# Lophocosma intermedia
Lophocosma intermedia är en fjärilsart som beskrevs av Sergius G. Kiriakoff 1963. Lophocosma intermedia ingår i släktet Lophocosma och familjen tandspinnare. Inga underarter finns listade i Catalogue of Life.